# Mushroom Pictures
Mushroom Pictures var ett australiskt produktions- och distributionsbolag för film och var en del av Mushroom Records-gruppen.

## Filmografi (urval)
- 2003 – Horseplay